# Sibelius Hall

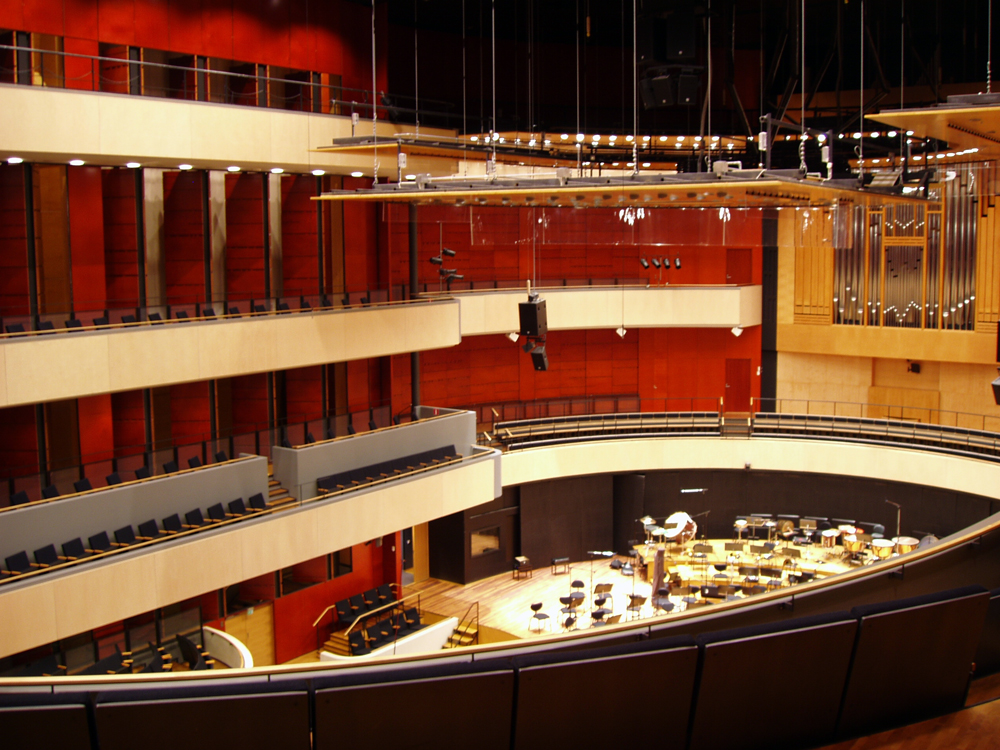
Interno della Sibelius Hall

La Sibelius Hall (in finlandese Sibeliustalo) è una sala da concerto a Lahti, in Finlandia, così chiamata in onore del compositore Jean Sibelius.

## Storia
La sala da concerto è stata completata nel 2000. Gli architetti Kimmo Lintula e Hannu Tikka hanno progettato la sala, che è realizzata in legno lamellare. L'acustica è stata progettata dalla Artec Consultants, New York. La sua acustica è uno dei suoi punti di forza, mentre l'architettura segue la tradizione scandinava del design sofisticato. La sala da concerto ha una capacità di 1.250 posti a sedere.
La Sibelius Hall ospita l'Orchestra Sinfonica di Lahti.